# Pristurus mazbah
Espèce
Statut de conservation UICN

 DD  : Données insuffisantes
Pristurus mazbah est une espèce de geckos de la famille des Sphaerodactylidae.

## Répartition
Cette espèce est endémique du Yémen.

## Publication originale
- Al-Safadi, 1989 : A new species of semaphore gecko (Pristurus: Gekkonidae) from Yemen Arab Republic. Proceedings of the Egyptian Academy of Sciences, vol. 39, p. 9-15.